# New Haven Eagles
Die New Haven Eagles waren ein US-amerikanisches Eishockeyfranchise der American Hockey League aus New Haven, Connecticut. Sie waren Gründungsmitglied der Canadian American Hockey League und der American Hockey League.

## Geschichte
Die New Haven Eagles gehörten 1926 zu den fünf Gründungsmitgliedern der Canadian American Hockey League. In ihrer Premierenspielzeit schlossen die Eagles die reguläre Saison mit einer Bilanz von 18 Siegen und 14 Niederlagen als Erster ab und gewannen die Meisterschaft in den Playoffs. Die Eagles spielten bis zur Eingliederung der Liga 1936 in die International American Hockey League in der CAHL. Bis zur Ligenumbenennung in American Hockey League 1940 spielten die Eagles vier Jahre lang in der I-AHL. In der Premierensaison der AHL gehörte New Haven zu den Gründungsmitgliedern. In den ersten beiden Spielzeiten erreichten die Eagles jeweils die erste Playoffrunde, schieden jedoch beide Male gegen die Hershey Bears aus. Ab Mitte der Saison 1942/43 bis 1945 zog sich das Team aufgrund des Zweiten Weltkriegs aus der AHL zurück. In ihrer ersten Spielzeit nach Wiederaufnahme des Spielbetriebs konnte sich New Haven 1945/46 nicht für die Playoffs qualifizieren. 
Im Sommer 1946 wurde die Mannschaft in New Haven Ramblers umbenannt. Unter diesem Namen spielte das Team vier Jahre lang in der AHL, ehe 1950 wieder die Rückbenennung in New Haven Eagles erfolgte. Die Saison 1950/51 wurde allerdings nicht von den Eagles beendet und nach 28 Spielen zog man sich mit einer Bilanz von nur fünf Siegen bei 23 Niederlagen aus der AHL zurück.

## Bekannte ehemalige Spieler
- Felix Mancuso
- Jean Denis
- Jack Gordon
- Sherman White
- Clark Whyte